# 阿斯卡拉特
阿斯卡拉特（法語：Ascarat，法語發音：[askaʁat]）是法国大西洋比利牛斯省的一个市镇，属于巴约讷区。

## 地理
阿斯卡拉特（43°10'9.5"N, 1°15'18.3"W）面积5.82 平方千米，位于法国新阿基坦大区大西洋比利牛斯省，该省份为法国东南部省份，涵盖了贝阿恩与北巴斯克，西临大西洋比斯開灣，北至朗德省，东北接热尔省，东临上比利牛斯省，南与西班牙接壤。
与阿斯卡拉特接壤的市镇（或旧市镇、城区）包括：阿诺克斯、伊鲁莱吉、伊斯普尔、拉斯、奥塞斯、圣马丹达罗萨、于阿尔特锡兹。
阿斯卡拉特的时区为UTC+01:00、UTC+02:00（夏令时）。

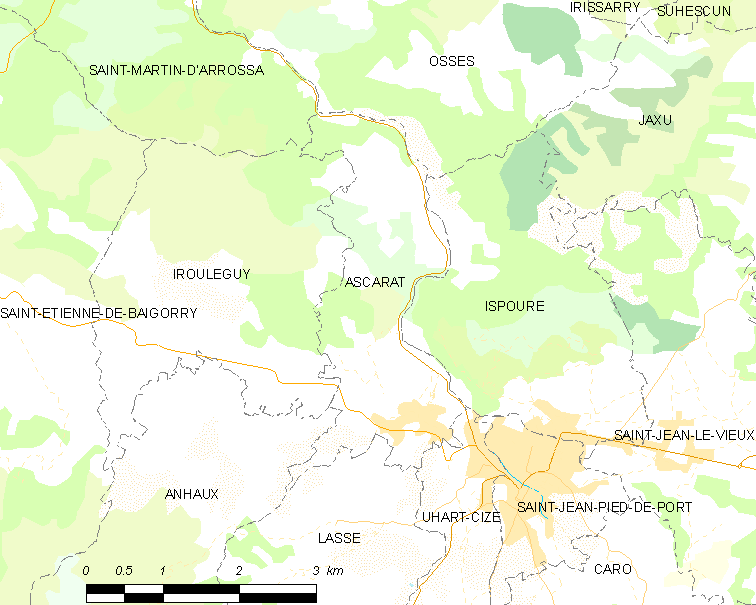
阿斯卡拉特的OSM定位图

## 行政
阿斯卡拉特的邮政编码为64220，INSEE市镇编码为64066。

## 政治
阿斯卡拉特所属的省级选区为巴斯克山地县。

## 人口

1962-2008年间阿斯卡拉特人口变化图示

阿斯卡拉特于2022年1月1日时的人口数量为344人。